# Potsdam
Potsdam este un oraș în nord-estul Germaniei, capitala landului Brandenburg. În 2022 avea 185.750 de locuitori și o suprafață de 187,28 km². Potsdam are statut administrativ de district urban.
Palatele și parcurile din Potsdam au fost înscrise în anul 1990 pe lista patrimoniului cultural mondial UNESCO. Universitatea din Potsdam se află în acest oraș.

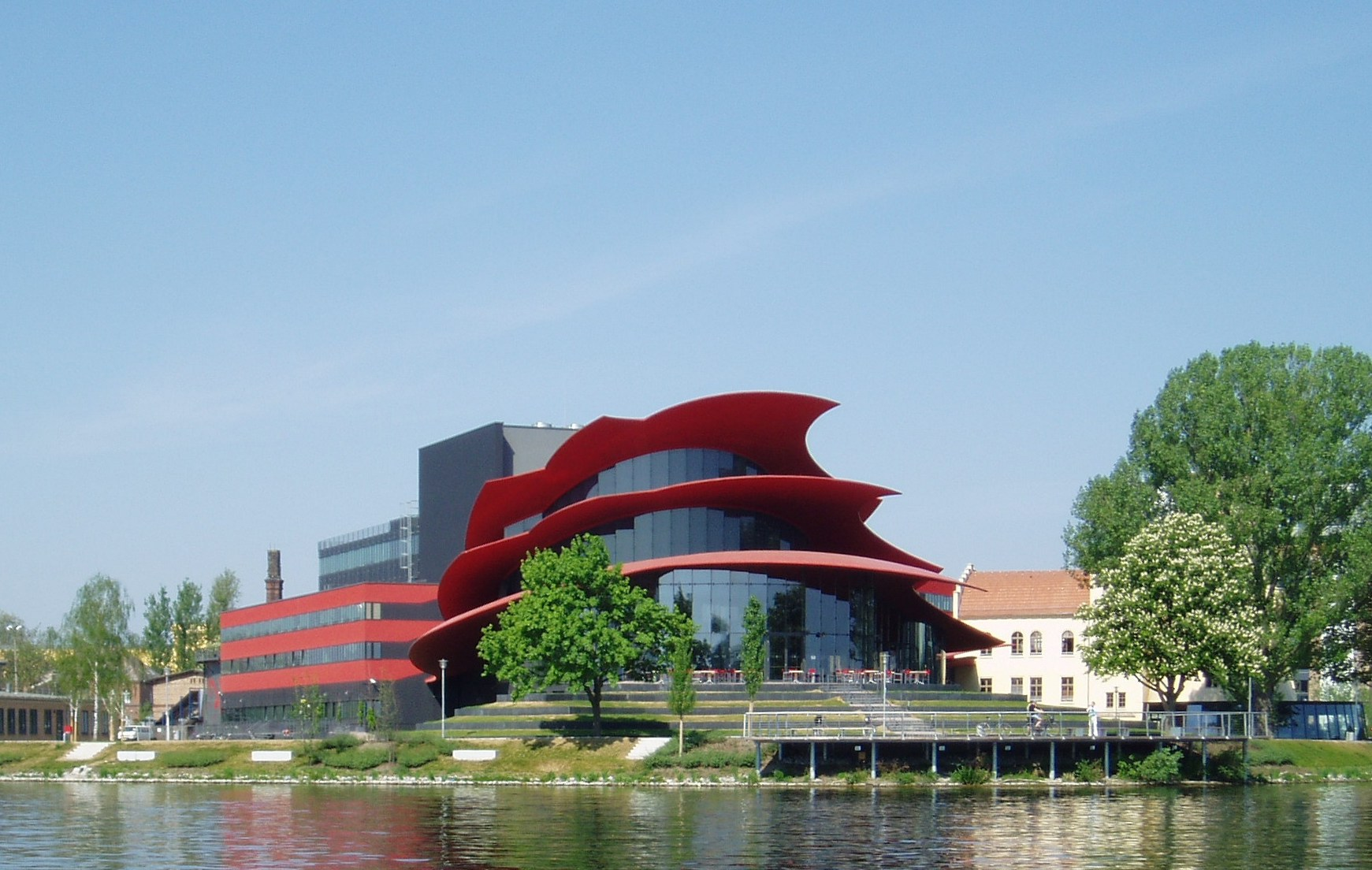
Teatrul Hans-Otto

## Geografie

### Climat
| Date climatice pentru Potsdam         | Date climatice pentru Potsdam | Date climatice pentru Potsdam | Date climatice pentru Potsdam | Date climatice pentru Potsdam | Date climatice pentru Potsdam | Date climatice pentru Potsdam | Date climatice pentru Potsdam | Date climatice pentru Potsdam | Date climatice pentru Potsdam | Date climatice pentru Potsdam | Date climatice pentru Potsdam | Date climatice pentru Potsdam | Date climatice pentru Potsdam |
| Luna                                  | Ian                           | Feb                           | Mar                           | Apr                           | Mai                           | Iun                           | Iul                           | Aug                           | Sep                           | Oct                           | Nov                           | Dec                           | Anual                         |
| ------------------------------------- | ----------------------------- | ----------------------------- | ----------------------------- | ----------------------------- | ----------------------------- | ----------------------------- | ----------------------------- | ----------------------------- | ----------------------------- | ----------------------------- | ----------------------------- | ----------------------------- | ----------------------------- |
| Maxima medie °C (°F)                  | 2.7 (36,9)                    | 4.4 (39,9)                    | 9.0 (48,2)                    | 14.9 (58,8)                   | 20.0 (68)                     | 22.3 (72,1)                   | 24.6 (76,3)                   | 24.3 (75,7)                   | 19.5 (67,1)                   | 13.7 (56,7)                   | 7.3 (45,1)                    | 3.6 (38,5)                    | 13,9 (57)                     |
| Media zilnică °C (°F)                 | 0.2 (32,4)                    | 1.2 (34,2)                    | 4.9 (40,8)                    | 9.5 (49,1)                    | 14.4 (57,9)                   | 17.0 (62,6)                   | 19.3 (66,7)                   | 19.0 (66,2)                   | 14.9 (58,8)                   | 9.9 (49,8)                    | 4.6 (40,3)                    | 1.4 (34,5)                    | 9,7 (49,5)                    |
| Minima medie °C (°F)                  | −2.4 (27,7)                   | −2 (28,4)                     | 0.8 (33,4)                    | 4.2 (39,6)                    | 8.7 (47,7)                    | 11.7 (53,1)                   | 14.0 (57,2)                   | 13.6 (56,5)                   | 10.2 (50,4)                   | 6.1 (43)                      | 1.9 (35,4)                    | −0.9 (30,4)                   | 5,5 (41,9)                    |
| Minima istorică °C (°F)               | −20.8 (−5.4)                  | −19.9 (−3.8)                  | −14 (6,8)                     | −5.8 (21,6)                   | −1.7 (28,9)                   | 3.1 (37,6)                    | 6.9 (44,4)                    | 5.4 (41,7)                    | 1.6 (34,9)                    | −5.1 (22,8)                   | −10.9 (12,4)                  | −17.7 (0,1)                   | −20,8 (−5,4)                  |
| Precipitații mm (inches)              | 45.8 (1.803)                  | 37.0 (1.457)                  | 39.2 (1.543)                  | 33.8 (1.331)                  | 54.2 (2.134)                  | 66.8 (2.63)                   | 70.7 (2.783)                  | 61.3 (2.413)                  | 45.1 (1.776)                  | 40.7 (1.602)                  | 44.8 (1.764)                  | 52.0 (2.047)                  | 591,4 (23,283)                |
| Sursă: Weather and climate in Potsdam |                               |                               |                               |                               |                               |                               |                               |                               |                               |                               |                               |                               |                               |

## Împărțire administrativă
| Cartiere în nord | Cartiere în sud | Sate |
| --- | --- | --- |
| - Innenstadt (1) - Westliche Vorstädte (2) - Brandenburger Vorstadt - Potsdam West - Wildpark - Nördliche Vorstädte (3) - Nauener Vorstadt - Jägervorstadt - Berliner Vorstadt - Potsdam-Nord (4) - Bornim - Bornstedt - Eiche - Grube - Nedlitz - Sacrow | - Babelsberg (5) - Babelsberg Nord - Babelsberg Süd - Klein Glienicke - Neubabelsberg - Am Stern, Drewitz, Kirchsteigfeld (6) - Potsdam-Süd (7) - Templiner Vorstadt - Templin - Teltower Vorstadt - Am Schlaatz - Waldstadt I und II - Industriegelände - Forst Potsdam Süd - Hermannswerder | - Eiche (8) - Fahrland (9) - Kartzow - Krampnitz - Golm (10) - Groß Glienicke (11) - Grube (12) - Schlänitzsee - Nattwerder - Marquardt (13) - Neu Fahrland (14) - Satzkorn (15) - Uetz-Paaren (16) - Paaren - Uetz |

## Personalități marcante
- Wilhelm von Humboldt (1767 - 1835), filozof, lingvist;
- Hans von Gronau (1850 - 1940), general prusac;
- Torsten Reissmann (1956 - 2009), judoka.